# 597 aC

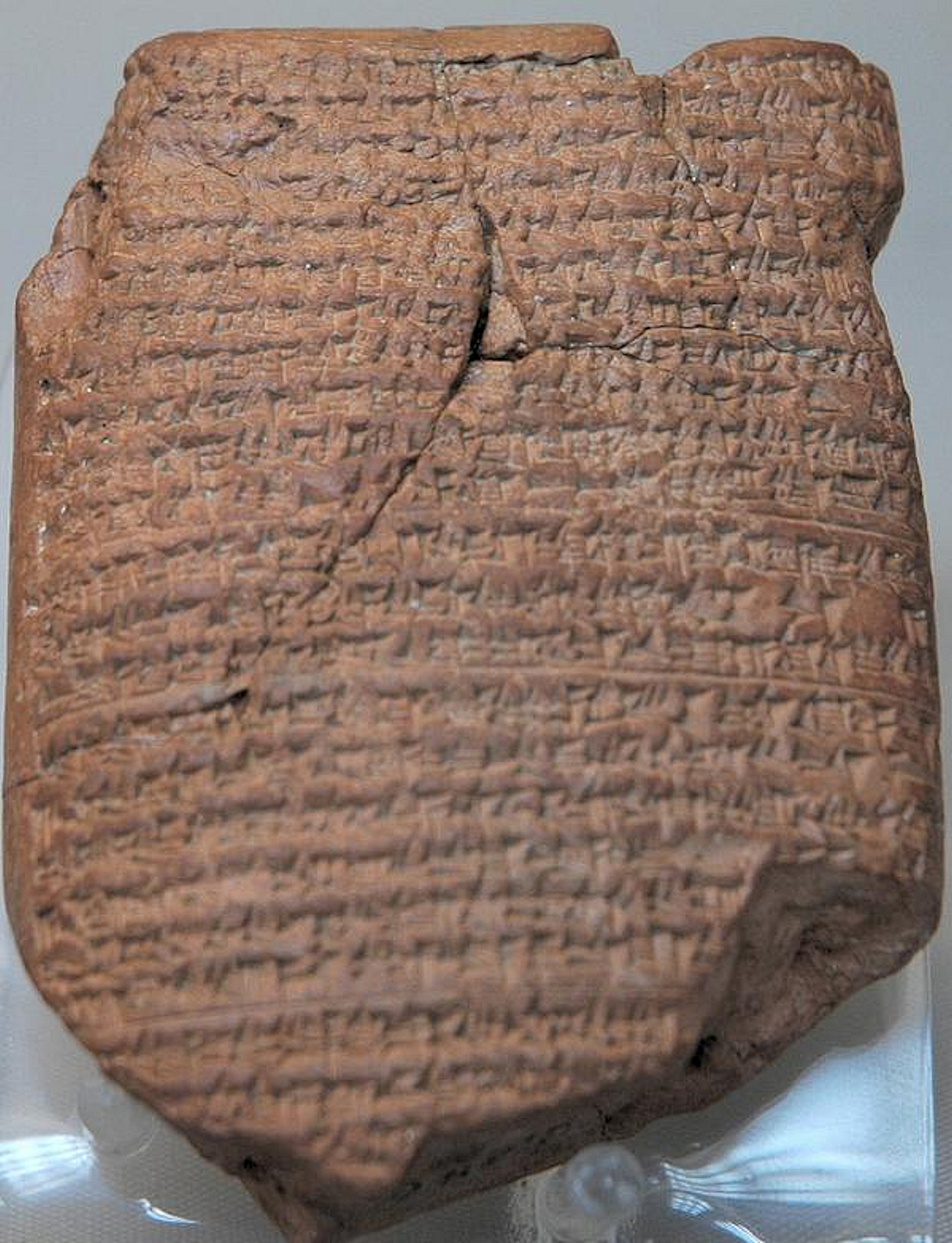
El Setge de Jerusalem és menionat en la Crònica dels Primers anys de Nabucodonosor II (vers 590 aC). Tableta que explica la rendició de Jerusalem a Nabuodonosor II

L'any 597 aC es un any del calendari gregorià. En l'Imperi Romà havia estat conegut com l'any 157 Ab urbe condita. La denominació de 597 aC per aquest any ha estat utilitzada des de principis de l'edat mitjana, quan es va establir l'era del calendari de l'Anno Domini per denominar els anys.

## Esdeveniments

### Àsia

#### Proper Orient
- 16 de març: Rendicióde la ciutat de Jerusalem després de diversos mesos de patir el Setge de Jerusalem (597 aC).[1][2] Inici de la campanya militar duta a terme per Nabucodonosor II, rei de l'Imperi Neobabilònic. Aquest assetja la ciutat de Jerusalem, capital del regne de Judà. Jerusalem s'acaba rendint i el seu rei, Jeconies, és deportat a Babilònia i reemplaçat en el govern del seu regne pel seu oncle, Sedecies. El setge és recordat en la Tanakh (bíblia hebrea: 2 Reis 24:10-16).[3]

##### Antiga Xina

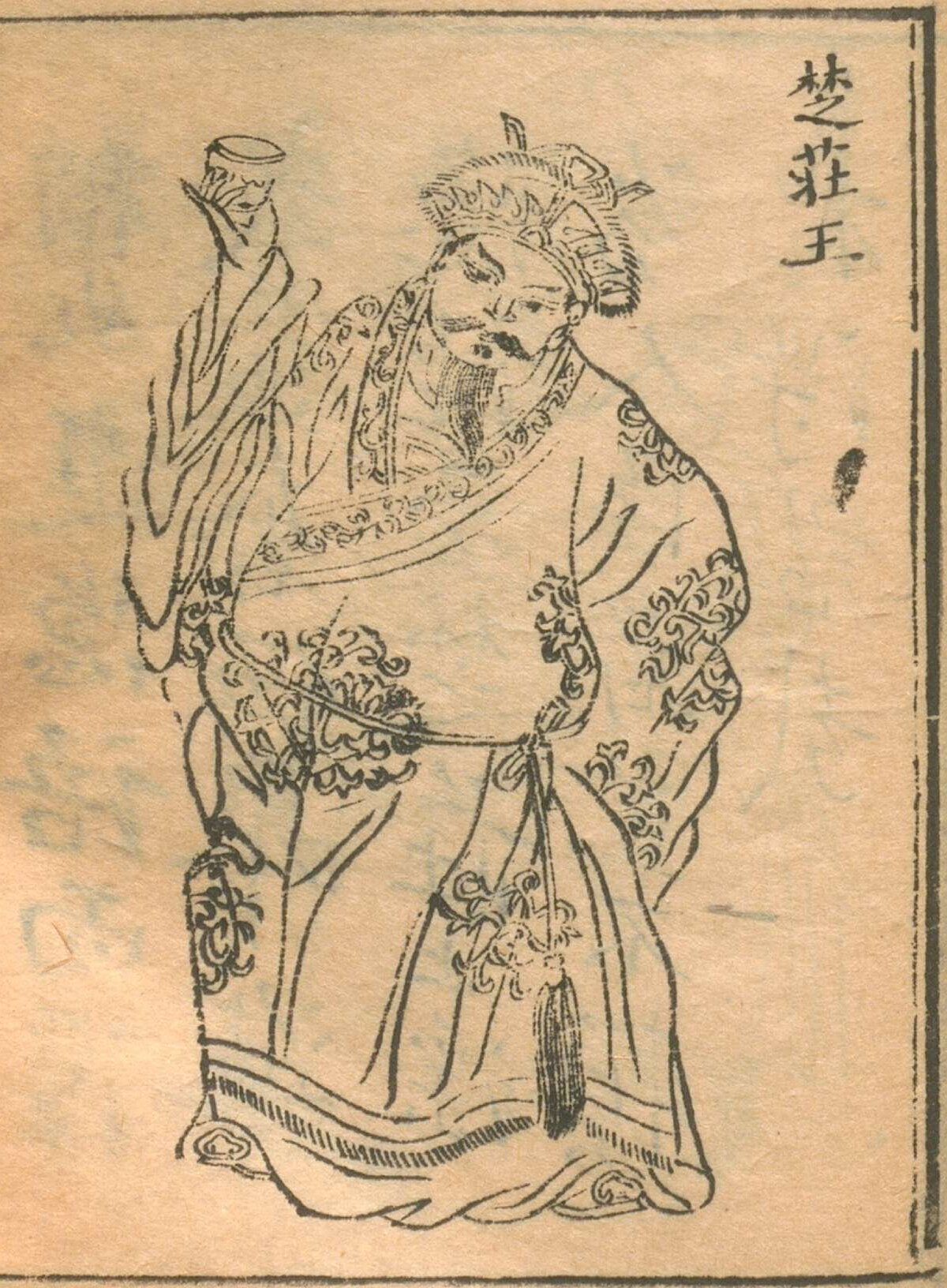
Rei Zhuang de Chu

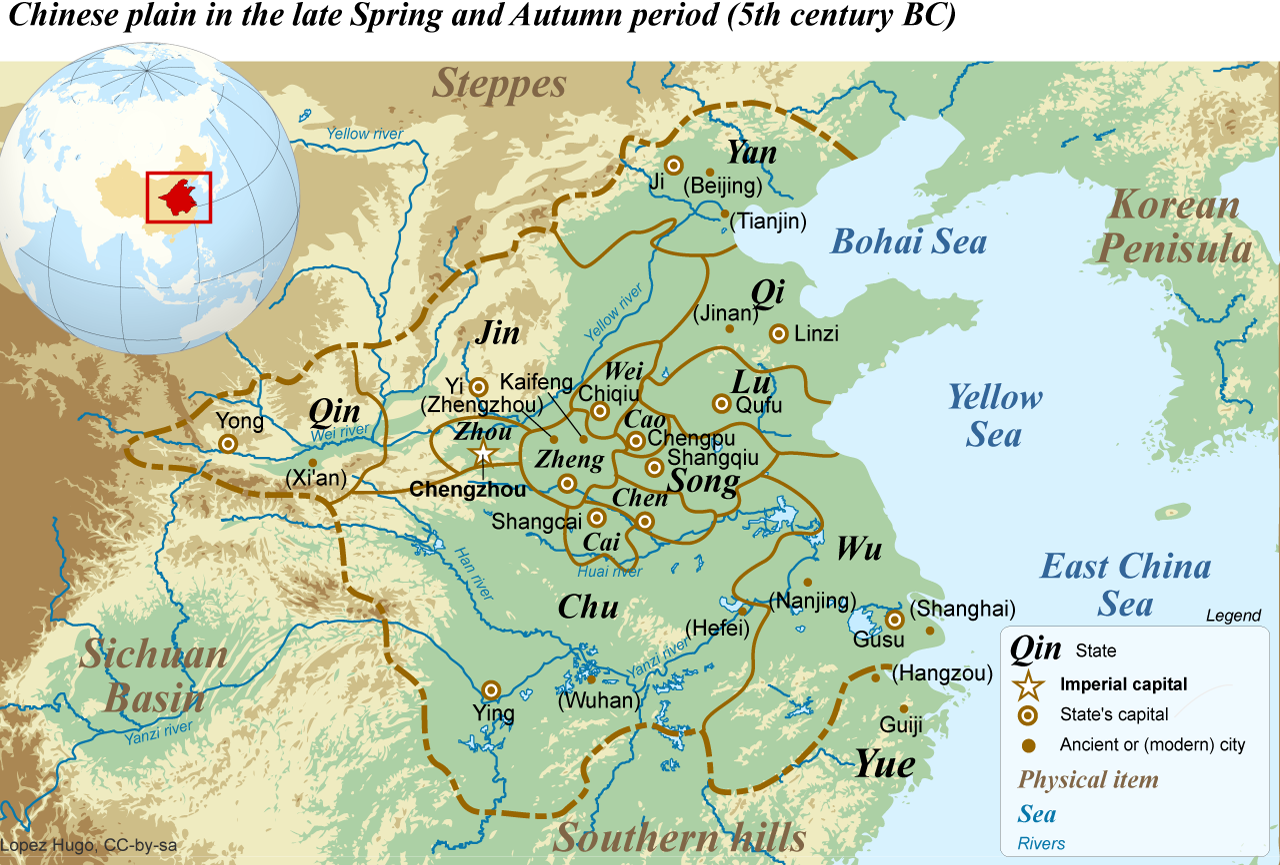
L'Antiga Xina del segle V a.C.

- A la primavera, el rei de Chu sitia la capital Zheng. El príncep Zheng envia un emissari a Jin per a demanar-li ajuda. Després de 3 mesos de setge, el príncep Zheng es rendeix i davant el rei Chu i n'esdevé ostatge[4] i ocupa la capital.[5]
- Entre la primavera i la tardor: Batalla de Bi entre l'estat de Jin i l'estat de Chu. El vescompte Huan de Zhongxing lidera l'exèrcit Jin (per ajudar als Zheng) i és derrotat pel rei Zhuang de Chu.[6][7] El poble Jin es retira al riu Groc.[8] Els dignataris van suggerir que es construís un turó amb els cossos dels enemics assassinats, però el rei va decidir construir un temple al lloc de batalla. Els governants Zheng i Xu arriben a Chu i el feliciten per la seva victòria.[9] Aquesta batalla cimenta l'hegemonia de Chu, que passa a liderar l'aliança Zhuhou.[10] Sima Qian afirma que els chus massacren a tot el clan perdedor, però alguns autors consideren que la massacre de tot el clan és mítica i que a l'any 597 aC només s'executa a Zhao Shuo.[11]
- A la dotzena lluna, el dia de Wu Yin el príncep Chu s'annexiona Xiao.[12]
- En el mateix mes, els ambaixadors de Jin, Song, Wei i Cao fan un tractat d'aliança.[13] Els Song ataquen Chen.[14] Els Wei ajuden al poble Chen aconsellats per Kun Da.[15]